# 路易斯·埃雷拉·坎平斯
路易斯·埃雷拉·坎平斯（西班牙語：Luis Herrera Campins，1925年5月4日—2007年11月9日）出生於委內瑞拉阿卡里瓜，是一位委內瑞拉政治人物，1979年—1984年任委內瑞拉總統。